# 투포
투포(이탈리아어: Tufo)는 이탈리아 캄파니아주 아벨리노도의 코무네다.